# Liste de personnalités liées à Albi
Ils sont d'Albi ou ont marqué la ville de leur influence.

## Autorités civiles, militaires ou religieuses

### Gouvernants, hommes politiques
- Édouard Andrieu (1862-1944), homme politique, maire d'Albi, député du Tarn de 1898 à 1919, sénateur du Tarn de 1920 à 1936.
- Alexandre Rauzy (1901-1977), homme politique.
- Édouard Rieunaud, député du Tarn de 1958 à 1962.
- Henri Rieunier, né à Castelsarrasin en 1833 et mort à Albi en 1918 - amiral et ministre de la Marine, député.
- Georges Pompidou, a fait toutes ses études à Albi. Il fit beaucoup de visites au lycée de son enfance (lycée Lapérouse) même lorsqu'il fut premier ministre et ensuite président de la République.
- Maurice Deixonne, proviseur du lycée en 1945-1946, député du Tarn de 1946 à 1958.
- Gérard Onesta, né le 5 août 1960 à Albi, député au parlement européen de 1989 à 2009.
- Jean-François Galaup de La Pérouse, né le 23 août 1741 près d'Albi et mort en 1788 à Vanikoro.
- Louis-Charles Bellet, né le 2 décembre 1880 et décédé le 13 décembre 1951 à Albi, conseiller municipal, homme politique, industriel, l'un des initiateurs avec Maurice Joyant du musée Toulouse-Lautrec, président du conseil d'administration du musée.
- Philippe Chassaing, député de la 1re circonscription de Dordogne (département) depuis les Élections législatives françaises de 2017.
- Henry Bressolier, député de 1968 à 1973, conseiller municipal de 1959 à 1977 et conseiller général canton Albi-Sud.
- Auguste Sicard,  né le 18 avril 1839 et décédé le 24 juin 1877  à Albi, est une personnalité de la Commune de Paris.
- Louis Gaspard Tridoulat (1740-1801), homme politique, député du Tarn à la Convention, puis au Conseil des Anciens.

### Militaires, résistants
- Albert Achard aviateur mort le 21 août 1972 à Albi
- Mathieu Pierre Paul Saignes, né en 1749 à Albi, général des armées de la République et de l'Empire.
- Louis-Casimir Teyssier, né 25 août 1821 à Albi, était un militaire français
- Germain Laur (1895-1952) , déporté résistant, chef départemental du réseau combat
- Raymond Adolphe Séré de Rivières, né le 20 mai 1815 à Albi, ingénieur et militaire français.
- Pierre Lafon (1904-1942), officier du Bataillon du Pacifique, Mort pour la France le 28 avril 1942 à Rotonda-Signali, Compagnon de la Libération.

### Religieux
- Louis Ier d'Amboise, évêque d'Albi de 1474 à 1502.
- L'abbé Henri Pistre a étudié au grand séminaire d'Albi, et joué au rugby de 1920 à 1922 au SCA.
- Pierre Dalmond (1800-1847), évêque et vicaire apostolique de Madagascar, a étudié au grand séminaire d'Albi[1].

## Société civile et autres
- Jean Tulard, historien, a passé son enfance à Albi.
- Henri Pascal de Rochegude, né en 1741 à Albi, navigateur.
- Antoine Rossignol, né en 1600 à Albi, fondateur de la dynastie de cryptologues qui porte son nom et qui servit les rois de France deux siècles durant.
- Henri Maurel, fondateur de Radio FG
- Jacques Fabriès, né le 9 avril 1932 à Albi, ingénieur géologue, minéralogiste et agronome, directeur dans les années 1990 du Muséum national d'histoire naturelle.
- Vincent Maraval, né en 1968 à Albi, fondateur de la société Wild Bunch.
- Jean Jaurès, professeur de philosophie au lycée Lapérouse de 1881 à 1883.
- Maurice Joyant (1864-1930), protecteur et ami intime de Toulouse-Lautrec, créateur et organisateur du musée de l'œuvre d'Henri de Toulouse-Lautrec dans l'ancien palais des évêques d'Albi, le palais de la Berbie. Maurice Joyant offrit aussi sa superbe collection de tableaux au musée d'Albi.

## Arts décoratifs et figuratifs

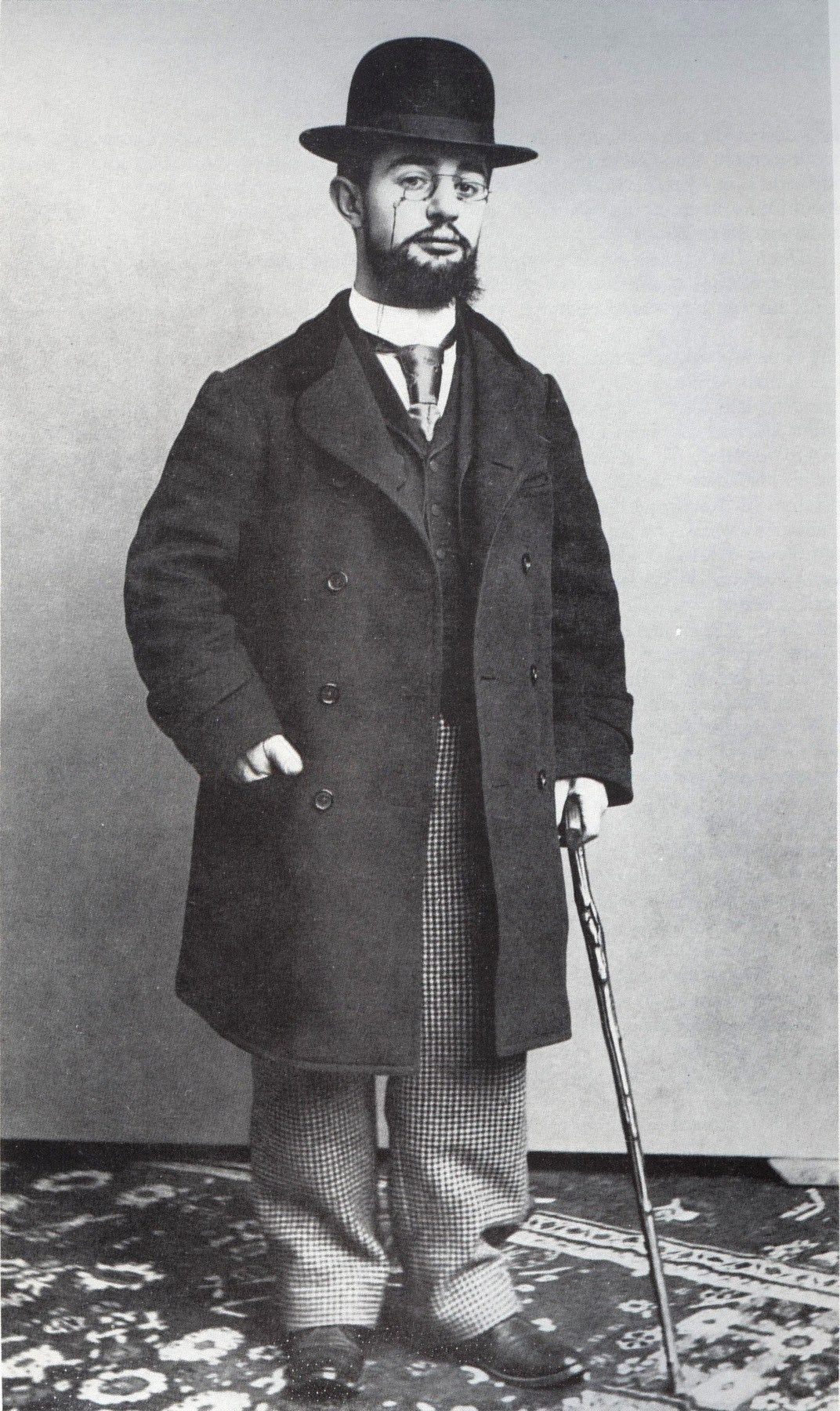
Henri de Toulouse-Lautrec, né à Albi en 1864.

- Henri de Toulouse-Lautrec, né le 24 novembre 1864 à Albi, peintre français. Le musée Toulouse-Lautrec d'Albi regroupe l'ensemble de son œuvre[2].
- Pierre Salvy Frédéric Teyssonnière, né le 6 juin 1834 à Albi, artiste graveur.

## Arts vivants
- Arnaud d'Alaman, troubadour du XIVe siècle originaire d’Albi.
- François Sudre, né le 15 août 1787 à Albi.

## Lettres
- Ademar le Noir ou Ademar lo Negre en occitan, troubadour albigeois du XIIIe siècle.
- Gaston Baissette, né à Albi en 1901, médecin hygiéniste, poète et écrivain.
- Robert Belfiore, né le 8 septembre 1951 à Albi, auteur de livres pour la jeunesse.
- Pierre Benoit, né le 16 juillet 1886 à Albi, écrivain français, membre de l'Académie française.
- Claude Boyer né en 1618 à Albi, auteur dramatique et poète français, membre de l'Académie française.
- Michel Folco né le 23 septembre 1943 à Albi, écrivain français.
- Emmanuel Fournier, né le 31 mars 1959 à Albi, philosophe et électrophysiologiste français.
- Pierre Gilles, né en 1490 à Albi, auteur humaniste.
- Michel Henry, philosophe et romancier, mort à Albi le 3 juillet 2002
- René Masson, né le 20 janvier 1922 à Albi, écrivain.
- Jean Rieux, né le 9 juin 1883 à Albi, poète et chansonnier.
- Gabriel Soulages, né en 1876 à Albi, auteur de romans érotiques.

## Arts de la scène
- Albert Rieux, comédien français est né en 1914 à Albi.
- Pierre Mondy, acteur français, est un ancien élève du lycée Lapérouse président d'honneur du club de rugby SCA.
- Alexandre Fabre, comédien, a vécu deux ans à Albi.
- Pierre Laur, acteur, metteur en scène, scénariste, né à Albi le 21 janvier 1960.
- Isabelle Candelier, comédienne, née le 12 juin 1963 à Albi.
- Atmen Kelif (de son vrai nom Athmane Khelif), acteur français né le 1er avril 1968 à Albi.

## Sciences
- Docteur Pierre Amalric, décédé en 1999 à Albi, ophtalmologiste et chercheur à renommée internationale dans cette discipline ; passionné d'histoire locale, il est à l'origine de la création du Musée Lapérouse et de l'association de sauvegarde du Vieil Alby. Il a fait don de sa bibliothèque à la ville.

## Sports
- Lilian Calmejane, né en 1992 à Albi est un coureur cycliste professionnel.
- Pierrick Cros, né le 23 juin 1991 à Albi, footballeur professionnel.
- Nicolas Dieuze, né le 7 février 1979 à Albi, joueur de football professionnel.
- Stéphanie Jiménez, née le 17 décembre 1974 à Albi, coureuse de montagne andorrane s'illustrant régulièrement dans les Skyrunner World Series.
- Grégory Lacombe, né le 11 janvier 1982, joueur de football professionnel.
- Alexis Masbou, né le 2 juin 1987, pilote motocycliste.
- Renaud Malinconi, pilote automobile, né le 9 juillet 1975 à Albi, Volant Elf 1994, Champion de France F4 1995, 2 fois vice-champion d'Europe Protos
- Romain Mesnil, perchiste français ayant vécu son enfance et son adolescence à Albi.
- Claude Onesta, né en 1957 à Albi, ancien handballeur français et entraineur de l'Équipe de France
- Geoffrey Palis, né en 1991 à Albi, joueur français de rugby à XV qui évolue au poste d'arrière. Il joue au sein de l'effectif du Castres olympique.
- Gérald Passi, né le 21 janvier 1964 à Albi, international français de football.
- Henri Pistre (1900-1981), prêtre surnommé « le Pape du rugby ».
- Stéphane Poulhiès, coureur cycliste professionnel
- Anne Zenoni, née en 1971 à Albi, ancienne footballeuse française
- Tibo Inshape ou Thibaud Delapart, né en 1992, blogueur, vidéaste français, spécialisé dans le domaine de la musculation.